# Return of the Product
Return of the Product è l'unico album solista del rapper statunitense MC Serch, già membro dei 3rd Bass, pubblicato nel 1992 da Def Jam, Columbia e Sony.

## Descrizione
| Recensione           | Giudizio |
| -------------------- | -------- |
| AllMusic             | [ 1 ]    |
| Entertainment Weekly | B-       |
| Rolling Stone        | [ 3 ]    |

L'album si colloca tra la golden age e il nuovo suono East Coast, motivo per cui la produzione non sopravvive alla prova del tempo, compensando i rari scivoloni musicali con testi di ottima fattura. La canzone migliore è il singolo principale Here It Comes/Back to the Grill, brano che richiama Kick 'Em in the Grill dei 3rd Bass e presenta i featuring di Chubb Rock, Red Hot Lover Tone e Nas – qui scoperto e lanciato da MC Serch; Illmatic arriverà due anni dopo – raggiungendo il primo posto nella Hot Rap Songs. Il fatto che MC Serch all'epoca fosse uno dei pochi rapper bianchi ad affrontare problemi di tema sociale rende l'ascolto del suo unico disco interessante.

## Tracce
1. Here It Comes – 3:31 – Wolf & Epic, MC Serch (co-prod.)
2. Don't Have to Be – 3:06 – Wolf & Epic, MC Serch (co-prod.)
3. Back to the Grill (featuring Chubb Rock, Nas & Red Hot Lover Tone) – 5:07 – T-Ray, MC Serch (co-prod.)
4. Hard But True – 3:45 – Wolf & Epic, MC Serch (co-prod.)
5. Return of the Product – 5:08 – Wolf & Epic, MC Serch (co-prod.)
6. Daze in a Weak – 2:39 – T-Ray, MC Serch (co-prod.)
7. Can You Dig It – 4:05 – Wolf & Epic, MC Serch (co-prod.)
8. Social Narcotics (featuring Joe Fatal) – 5:17 – T-Ray, MC Serch (co-prod.)
9. Hits the Head – 4:23 – Skeff Anslem
10. Scenes from the Mind – 4:05 – T-Ray, MC Serch (co-prod.)
11. Here It Comes Again – 4:35 – T-Ray, MC Serch (co-prod.)

## Classifiche
| Classifica (1992)         | Posizione massima |
| ------------------------- | ----------------- |
| Stati Uniti               | 103               |
| US Heatseekers Albums     | 2                 |
| US Top R&B/Hip-Hop Albums | 28                |